# EtherTalk
EtherTalk – implementacja specyfikacji Ethernet IEEE 802.3 (Institute of Electrical and Electric Engineers) dla komputerów Apple Macintosh. Adaptery w tym standardzie (dostarczane przez firmę Apple) mogą być wyposażone w złącza dla kabla BNC, skrętki lub światłowodu. Karty te, przeznaczone dla komputerów z serii Macintosh II, nazywane są Ethernet NuBus (NB), a dla komputerów Macintosh LC - Ethernet LC. Dostępne są również zewnętrzne adaptery dla systemów innych niż NuBus. Łączy się je poprzez zewnętrzny port SCSI (Small Computer System Interface).